# Tvashtri
Tvashtri (Sanskrit त्वष्टृ Tvaṣṭṛ m. „Former“, „Bildner“) ist in der vedischen Religion der göttliche Künstler, der die Donnerwaffe Vajra für Indra schmiedete. Die drei Ribhus, vergöttlichte Künstler, werden von ihm sowohl bewundert wie auch beneidet, da sie seinen Opferbecher, den er für die Götter geschmiedet hatte, vervierfacht hatten. Als Künstler wird er in spätvedischer Zeit mit Vishvakarman identifiziert.
Tvashtri gilt aber nicht nur als Erschaffer von Waffen und Kleinoden, sondern er schafft auch das Sperma, den Embryo im Bauch und gilt sogar als Erschaffer aller Lebewesen und der ganzen Welt. Als solcher wird er als identisch mit Prajapati betrachtet.
Er wird als alter Mann mit schönen Armen beschrieben, der eine eiserne Axt trägt. Saranyu, seine Tochter, wurde die Frau von Vivasvat. Sein dreiköpfiger Sohn Vishvarupa wurde von Indra getötet, als er versuchte ihn zu entthronen.  Aus dem toten Körper seines Sohnes erschuf Tvashtri den Drachendämon Vritra, der ebenfalls von Indra getötet wird.
Nach Tvashtri ist eine Vulkanregion Tvashtar Paterae auf dem Jupitermond Io benannt, sowie (2491) Tvashtri, ein Asteroid des Hauptgürtels.